# 中華民國總統繼任順序
中華民國總統繼任順序定義了當中華民國總統因故發生缺位時，應該由誰繼任其職務。依照《中華民國憲法》以及《中華民國憲法增修條文》規定：副總統為當然第一順位繼任人；行政院院長為當然第二順位繼任人。除此之外，憲法上總統的職權無人可以繼任。

## 繼位順序

### 法源
- 《中華民國憲法》第49條[1]：

|  | 總統缺位時，由副總統繼任，至總統任期屆滿為止。總統、副總統均缺位時，由行政院院長代行其職權，並依本憲法第三十條之規定，召集國民大會臨時會，補選總統、副總統，其任期以補足原任總統未滿之任期為止。總統因故不能視事時，由副總統代行其職權。總統、副總統均不能視事時，由行政院院長代行其職權。 |

和第51條：
|  | 行政院院長代行總統職權時，其期限不得逾三個月。 |

現行《中華民國憲法增修條文》第2條：
|  | 副總統缺位時，總統應於三個月內提名候選人，由立法院補選，繼任至原任期屆滿為止。總統、副總統均缺位時，由行政院院長代行其職權，並依本條第一項規定補選總統、副總統，繼任至原任期屆滿為止，不適用憲法第四十九條之有關規定。 |

### 繼任列表
| 順序 | 職務       | 現任   | 肖像 | 政黨       |
| ---- | ---------- | ------ | ---- | ---------- |
| 1    | 副總統     | 蕭美琴 |      | 民主進步黨 |
| 2    | 行政院院長 | 卓榮泰 |      | 民主進步黨 |